# Prieuré de Saint-Ouen
Le prieuré de Saint-Ouen est un prieuré situé à Condé-sur-Aisne, en France.

## Localisation
Le prieuré est situé sur la commune de Condé-sur-Aisne, dans le département de l'Aisne.

## Historique
La date de fondation du prieuré n'est pas connue, mais il est attesté en 1130. Il aurait été érigé sur un terrain appartenant auparavant à l'archevêque de Rouen, Saint Ouen (603/604-686). Dans son état actuel, l'église priorale est datée du XIIe siècle. Elle a subi d'importants dommages durant la Première Guerre mondiale.
Le monument est classé au titre des monuments historiques en 1921.